# Fuentenava de Jábaga
Fuentenava de Jábaga település Spanyolországban, Cuenca tartományban. Fuentenava de Jábaga Cuenca, Abia de la Obispalía, Villar y Velasco, Villas de la Ventosa, Villar de Domingo García és Chillarón de Cuenca községekkel határos. Lakosainak száma 610 fő (2024).

## Népesség
A település népessége az utóbbi években az alábbiak szerint változott:
| Lakosok száma | 380  | 467  | 504  | 534  | 597  | 573  | 561  | 513  | 527  | 610  |
|               | 2001 | 2004 | 2006 | 2009 | 2011 | 2014 | 2016 | 2019 | 2021 | 2024 |